# Yocheved Bat-Miriam
Yocheved Bat-Miriam, ebraico: יוכבד בת-מרים (Russia, 5 marzo 1901 – Tel Aviv, 7 gennaio 1980), è stata una poetessa israeliana.

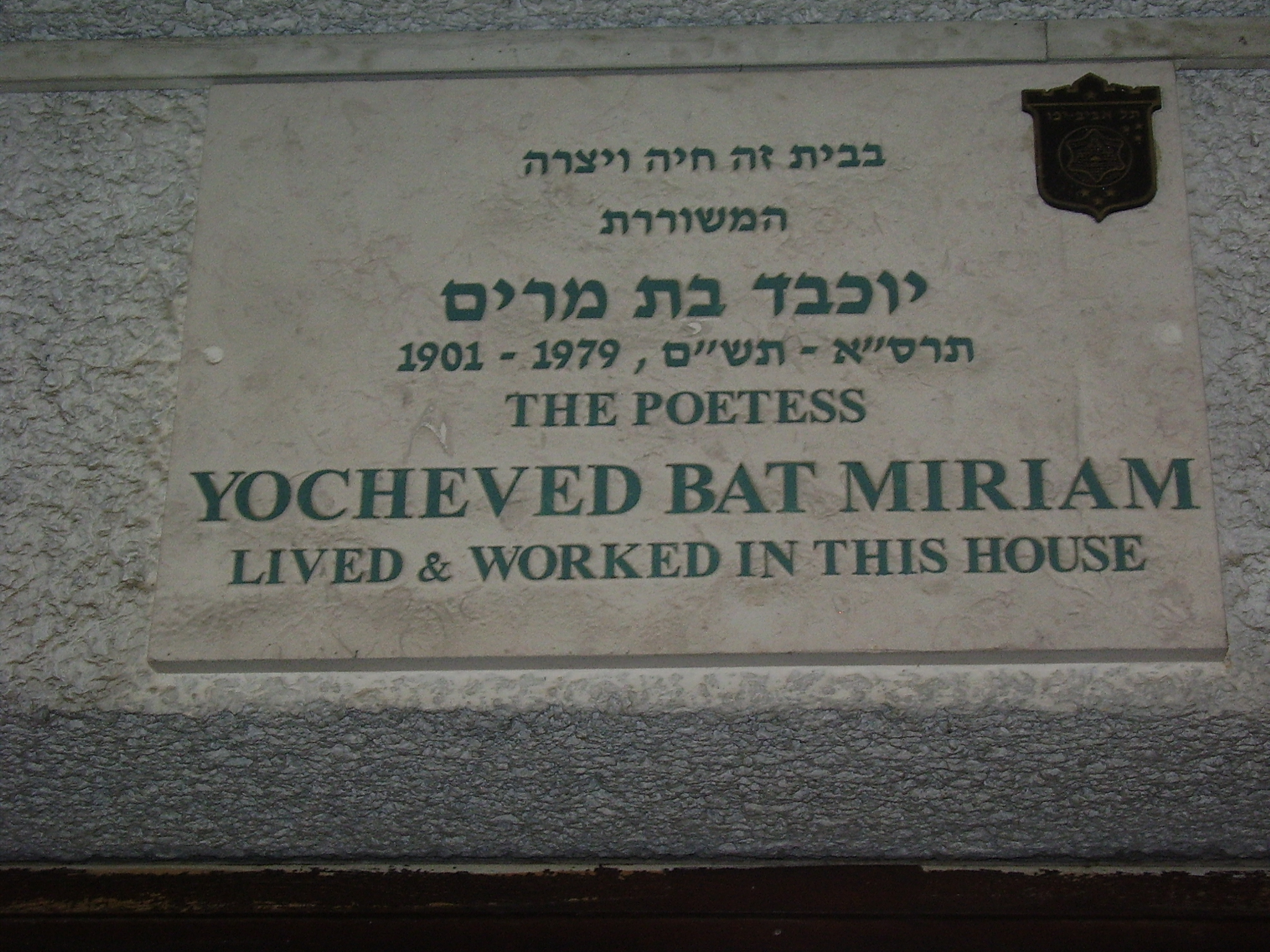
Targa commemorativa sulla casa di Yocheved Bat-Miriam (Tel Aviv)

Ricopre un ruolo inusuale all'interno della poesia ebraica poiché esprime una peculiare nostalgia per i paesaggi della sua terra natia.
Nel 1928 Yocheved Bat-Miriam si stabilì nella Palestina Britannica, parte della quale sarebbe diventata Israele nel 1948. Il suo primo libro di poesia, Me-rahok ("Da lontano") fu pubblicato nel 1929.
Nel 1948, il suo secondo figlio, nato dal matrimonio con lo scrittore Haim Hazaz, morì nella Guerra arabo-israeliana del 1948.

## Premi
- Nel 1964, Bat-Miriam ottenne il Bialik Prize per la letteratura[2].
- Nel 1972, vinse il Premio Israele per la letteratura[3].